# Kelly Slater's Pro Surfer
Kelly Slater's Pro Surfer (in Japan bekend als Kelly Slater Pro Surfer 2003) is een videospel voor de platforms PlayStation 2, Xbox, Game Boy Advance en Nintendo GameCube. Treyarch ontwikkelde het spel en Activision bracht het op 21 augustus 2002 voor het eerst uit.
De speler kan de volgende surfers besturen:
- Kelly Slater
- Lisa Andersen
- Tom Carroll
- Tom Curren
- Nathan Fletcher
- Donavon Frankenreiter
- Bruce Irons
- Rob Machado
- Kalani Robb

## Platforms
| Titel | Jaar                                            |
| ----- | ----------------------------------------------- |
| 2002  | GameCube, Game Boy Advance, PlayStation 2, Xbox |
| 2003  | Macintosh, Windows                              |

## Ontvangst
| Beoordeeld door | Platform      | Datum             | Score |
| --------------- | ------------- | ----------------- | ----- |
| Gamers.at       | GameCube      | 3 december 2002   | 90%   |
| IGN             | PlayStation 2 | 18 september 2002 | 89%   |
| Game Captain    | Windows       | 18 december 2003  | 85%   |
| Gaming Age      | Xbox          | 15 oktober 2002   | 83%   |
| Jeuxvideo.com   | PlayStation 2 | 16 oktober 2002   | 80%   |
| GameSpot        | GameCube      | 18 september 2002 | 80%   |
| Withingames     | Windows       | 12 januari 2004   | 80%   |
| Jeuxvideo.com   | Windows       | 12 oktober 2004   | 70%   |
| Mac Gamer       | Macintosh     | 25 februari 2004  | 70%   |
| macHOME         | Macintosh     | 2004              | 60%   |